# هنري كاسون
هنري كاسون هو سياسي أمريكي، ولد في 13 ديسمبر 1843 في Brownsville, Pennsylvania ‏ في الولايات المتحدة، وتوفي في 25 سبتمبر 1912 في ماديسون في الولايات المتحدة. نشط حزبياً في الحزب الجمهوري. وقد انتخب Secretary of State of Wisconsin ‏.